# Санта Круз (остров на Калифорния)
Вижте пояснителната страница за други значения на Санта Круз.
Санта Круз (на английски: Santa Cruz Island) е най-големият частен остров извън континенталните Съединени щати и е част от националния парк „Канални острови“.
Остров Санта Круз е разположен до калифорнийското крайбрежие в окръг Санта Барбара и е дълъг 35 км (22 мили) и широк 3-10 км (2-6 мили) и с площ 245 кв. км.
Официално островът има двама жители (2000).